# کاسپر کرامپ
کاسپر کرامپ (به انگلیسی: Casper Crump) یک بازیگر دانمارکی است که بیشتر برای نقش انزو در فیلم کوتاه هلیم و وندال سوج در افسانه‌های فردا شناخته شده‌است.

## فیلم‌ها
- هلیم در نقش انزو
- فلش در نقش وندال سوج
- پیکان در نقش وندال سوج (هفثت)
- افسانه‌های فردا در نقش وندال سوج
- افسانهٔ تارزان در نقش کاپتان کرچوور